# Thomas Gehring (Politiker)

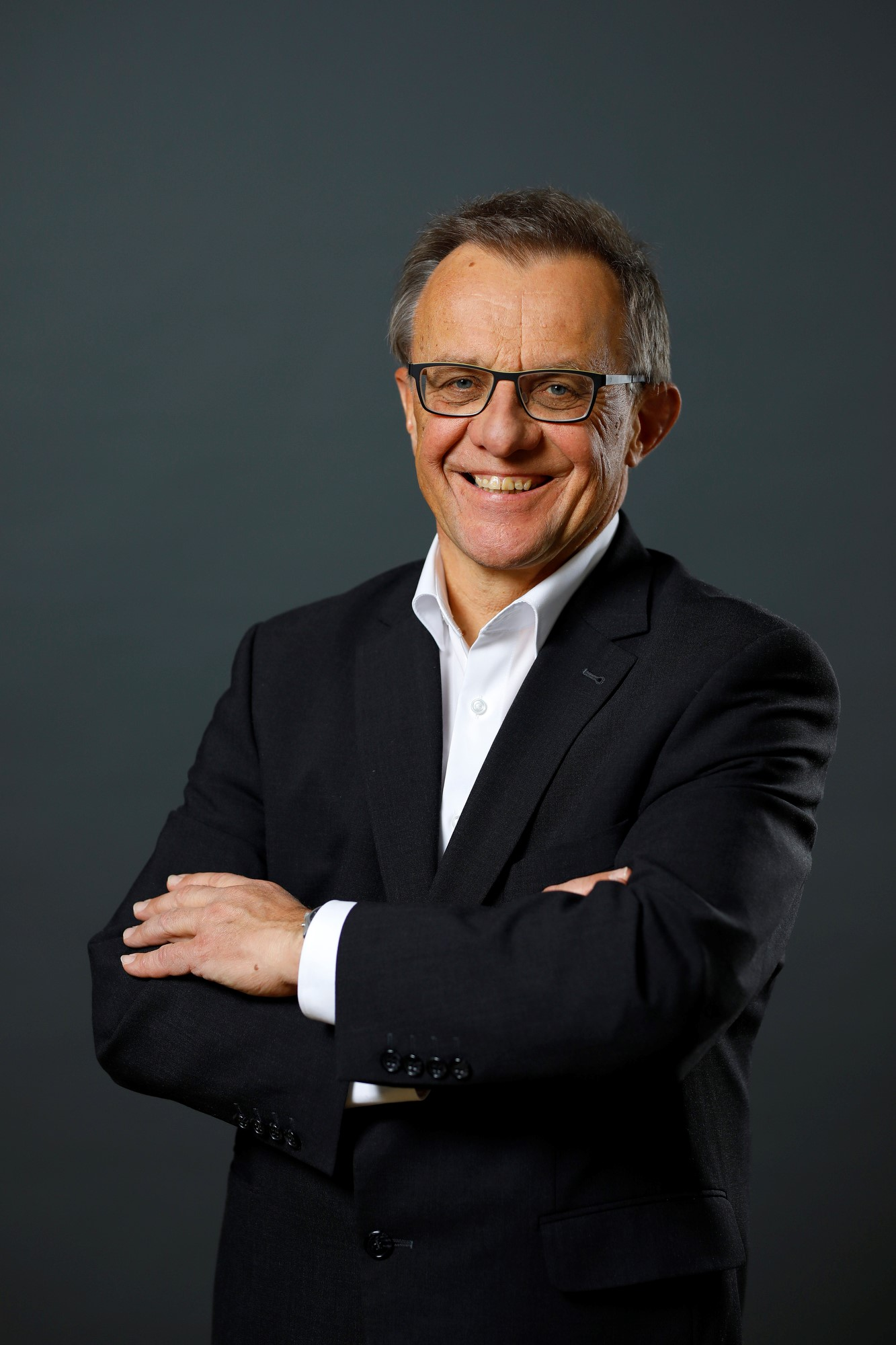
Thomas Gehring (2017)

Thomas Gehring (* 27. Juli 1958 in Gunzesried) ist ein deutscher Politiker der Partei Bündnis 90/Die Grünen. Von 2008 bis 2023 war er Abgeordneter im Bayerischen Landtag, von 2018 bis 2023 war er zweiter Vizepräsident des Bayerischen Landtags.

## Leben
Aufgewachsen ist Gehring in Gunzesried im Allgäu. Sein Abitur legte er am Gymnasium Oberstdorf 1979 ab. Nach seinem Zivildienst im Immenstädter Krankenhaus absolvierte Gehring von 1981 bis 1987 ein Lehramtsstudium an der Ludwig-Maximilians-Universität München mit den Schwerpunkten politische Wissenschaft, Germanistik und Geschichte. Er schloss mit dem 1. Staatsexamen und einem Magister ab. Anschließend arbeitete er als Journalist beim Bayerischen Rundfunk in den Redaktionen Schwaben und Bildungspolitik. Seit 1993 arbeitete er als parlamentarischer Berater für Schule, Hochschule, Weiterbildung und Forschung in der Grünen Landtagsfraktion in Baden-Württemberg. Gehring ist verheiratet und hat zwei Kinder. Er lebt im Dorf Gunzesried. Er ist römisch-katholischer Konfession.

## Politik

### Werdegang
Gehring trat den Grünen 1982 bei. Er war langjähriger Sprecher der Bundesarbeitsgemeinschaft Bildung von Bündnis 90/Die Grünen. Adi Sprinkart unterstützte er in der Öffentlichkeitsarbeit. Von 2002 bis 2014 war er Gemeinderat in Blaichach und seit 2008 ist er Kreisrat im Oberallgäu.
Bei den Landtagswahlen 2008 und 2013 trat er als Direktkandidat im Stimmkreis Kempten, Oberallgäu an, 2018 für den Stimmkreis Sonthofen/Lindau und schaffte jeweils über die Wahlkreisliste Schwaben der Grünen den Einzug in den Landtag. 2023 erreichte er kein Mandat mehr.

### Abgeordnetentätigkeit
Seit 2018 war Thomas Gehring II. Vizepräsident des Bayerischen Landtags. Mithin gehörte er sowohl dem Präsidium als auch dem Ältestenrat an. Außerdem ist er Mitglied im Verwaltungsrat der Bayerischen Landeszentrale für politische Bildungsarbeit und gehört dem Vorstand der Europäischen Akademie Bayern sowie dem Landesbeirat für Erwachsenenbildung an. Ferner ist er Mitglied im Anstaltsbeirat der Justizvollzugsanstalt Kempten.
In der Fraktion Bündnis 90/Die Grünen gehörte er dem Fraktionsvorstand an und war Sprecher für lebenslanges Lernen und Lehrkräfte.
Bei der Landtagswahl am 8. Oktober 2023 erreichte er im Wahlkreis Schwaben die fünftmeisten Stimmen seiner Partei; er verlor damit das Mandat, da Bündnis 90/Die Grünen nur noch vier Sitze erreichte.

## Mitgliedschaften
Gehring ist Mitglied folgender Organisationen:
- Freiwillige Feuerwehr Gunzesried
- Kuratorium der Hochschule Kempten/Allgäu[7]
- Aufsichtsrat Klinikverbund Allgäu[8]
- Kempodium e.V.
- Pro Familia
- Oberallgäuer Künstlerbühne
- Kulturgemeinschaft Oberallgäu
- Deutsche Vereinigung für politische Bildung